# Puccinia emaculata
Puccinia emaculata ist eine Ständerpilzart aus der Ordnung der Rostpilze (Pucciniales). Der Pilz ist ein Endoparasit von Wolfsmilchen und diverser Hirsen. Symptome des Befalls durch die Art sind Rostflecken und Pusteln auf den Blattoberflächen der Wirtspflanzen. Sie kommt im östlichen Nordamerika und in Chile vor.

## Merkmale

### Makroskopische Merkmale
Puccinia emaculata ist mit bloßem Auge nur anhand der auf der Oberfläche des Wirtes hervortretenden Sporenlager zu erkennen. Sie wachsen in Nestern, die als gelbliche bis braune Flecken und Pusteln auf den Blattoberflächen erscheinen.

### Mikroskopische Merkmale

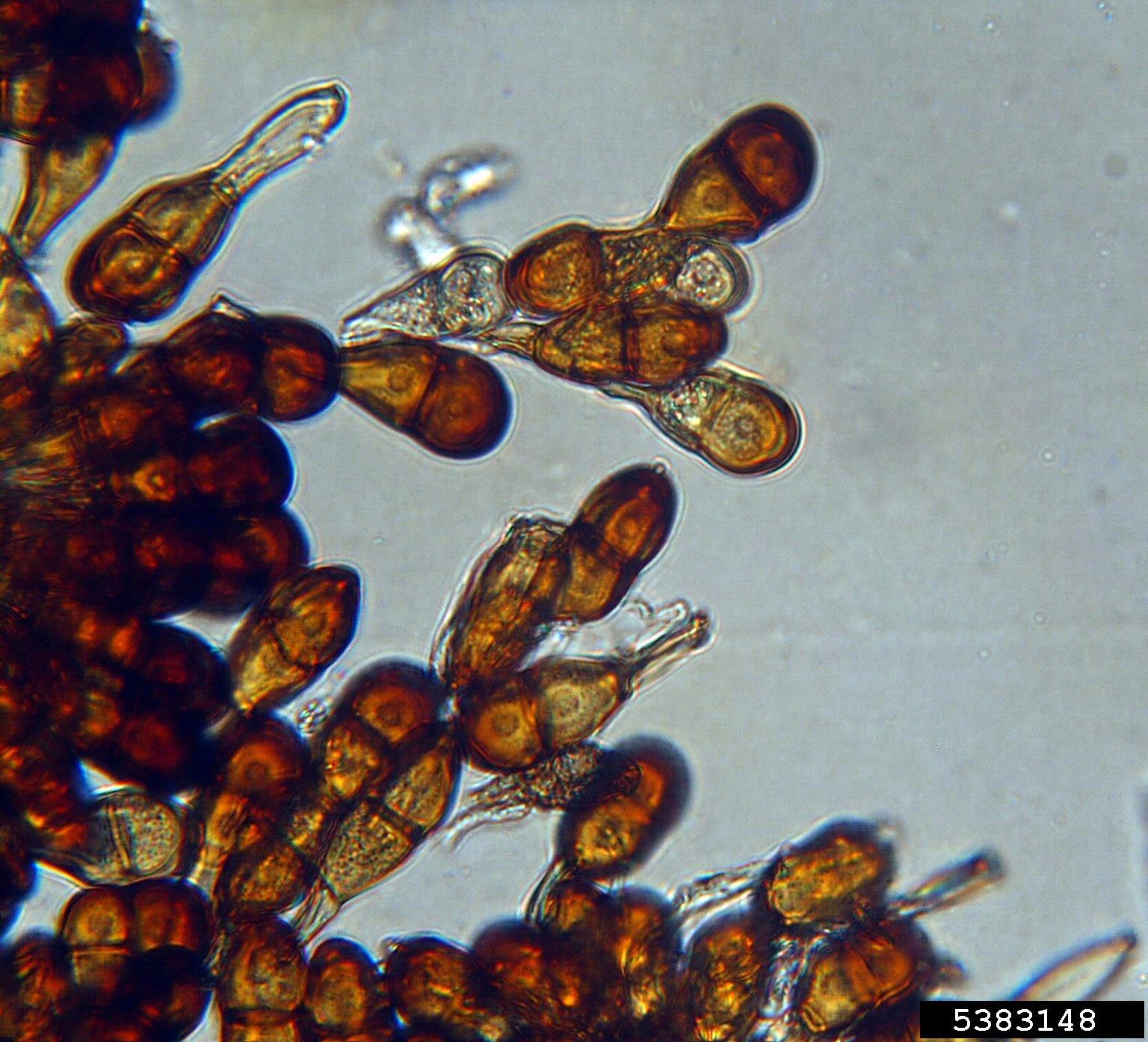
Teliosporen

Das Myzel von Puccinia emaculata wächst wie bei allen Puccinia-Arten interzellulär und bildet Saugfäden, die in das Speichergewebe des Wirtes wachsen. Die Aecien  der Art besitzen 20–32 × 16–23 µm große, kugelige oder ellipsoide, hyaline Aeciosporen mit runzliger Oberfläche. Die zimtbraunen Uredien der Art wachsen zumeist oberseitig auf den Blättern der Wirtspflanzen. Ihre ebenfalls zimtbraunen Uredosporen sind breitellipsoid bis kugelig, 21–27 × 20–24 µm groß und fein stachelwarzig. Die oberseitig wachsenden Telien der Art sind schwarzbraun und früh unbedeckt. Die haselnussbraunen Teliosporen des Pilzes sind zweizellig, in der Regel ellipsoid bis schmal eiförmig und 33–44 × 17–21 µm groß. Ihre Stiele sind farblos und bis zu 80 µm lang.

## Verbreitung
Das bekannte Verbreitungsgebiet von Puccinia emaculata umfasst Nordamerika östlich der Rocky Mountains und Chile.

## Ökologie
Die Wirtspflanzen von Puccinia emaculata sind für den Haplonten Wolfsmilche (Euphorbia spp.) sowie Paspalum stramineum, Sacciolepsis striatus und verschiedene Panicum-Arten für den Dikaryonten. Der Pilz ernährt sich von den im Speichergewebe der Pflanzen vorhandenen Nährstoffen, seine Sporenlager brechen später durch die Blattoberfläche und setzen Sporen frei. Die Art verfügt über einen Entwicklungszyklus mit Telien, Uredien, Spermogonien und Aecien und macht einen Wirtswechsel durch.